# Skattetryk
Skattetrykket er det samlede skatteprovenu set i forhold til den samlede indkomst i samfundet. Dermed angiver skattetrykket den samlede beskatning i forhold til befolkningens skatteevne. Normalt anvendes i praksis bruttonationalproduktet som mål for indkomsten.
I 2022 udgjorde Danmarks skattetryk 42 % af BNP, hvilket var det syvendehøjeste blandt alle OECD's medlemmer. Frankrig havde det højeste skattetryk.

## Problemer i opgørelsen
OECD har siden 1973 valgt at måle skattetrykket som 'de samlede skatter og afgifter i procent af bruttonationalproduktet i markedspriser'. Denne definition danner grundlag for de sammenligninger af lande, der indgår i OECD's udgivelser. Danmarks Statistik tager udgangspunkt i den samme definition, som benævnes "det traditionelle skattetryk".
Der er dog en lang række problemstillinger i denne opgørelse, som gør det svært at anvende sammenligninger af det målte skattetryk som en retvisende indikator for den reelle skattebyrde på tværs af lande.
1) Bruttonationalproduktet er ikke et præcist mål for samfundets indkomst, idet det ikke tager hensyn til, at befolkningen også kan tjene udenlandsk indkomst, mens omvendt noget af den indenlandske produktion overføres og beskattes i udlandet. Dette gør f.eks. en forskel for Danmark, hvor bruttonationalindkomst er steget hurtigere end BNP siden 1990'erne på grund af Danmarks stigende udlandsformue og udenlandsk kapitalindkomst.
2) Indirekte skatter indgår i BNP og regnes derfor med i både tæller og nævner. Det betyder, at hvis et land omlægger sin skattestruktur, så den sænker de direkte skatter (f.eks. indkomstskatten) og i stedet opkræver det samme provenu via indirekte beskatning (f.eks. moms), vil det få et lavere skattetryk, selvom både indbyggernes disponible realindkomst og den reelle skattebyrde er den samme.
3) I nogle lande, bl.a. Danmark, er offentlige indkomstoverførsler skattepligtige. Dermed overvurderer det traditionelle skattetryk den reelle skattebetaling i disse lande, fordi skatten af overførsler indgår i det samlede skatteprovenu (tælleren), mens selve indkomstoverførslen ikke indgår i BNP og dermed nævneren. Finansministeriet anslår, at det danske skattetryk i 2013 ville have været ca. 4 procentpoint lavere, hvis overførslerne i Danmark var "nettoficeret" på samme måde som i en række andre lande. Tilsvarende vil et land, der ønsker at subsidiere bestemte virksomheder eller personer, få et forskelligt skattetryk afhængigt af, om det giver støtten i form af tilskud eller skattefradrag.
4) BNP er et bruttoindkomstbegreb, som ikke tager hensyn til, at en del af indkomsten skal bruges til at vedligeholde kapitalapparatet. Derfor kan man argumentere for, at nedslidningen heraf bør fratrækkes for at få et mere retvisende udtryk for den egentlige indkomst.
5) En del af det samlede skatteprovenu består af skatter, som det offentlige selv betaler. Ønsker man at bruge skattetrykket som mål for den private sektors skattebetalinger som andel af sektorens indkomst, bør disse derfor trækkes fra i tælleren (skattebetalingerne), mens den private sektors nettorenteindtægter på den offentlige gæld omvendt bør tillægges i nævneren (indkomsten).
6) Den del af de offentlige skatteindtægter, som anvendes til overførselsindkomster, påvirker ikke den samlede disponible indkomst for den private sektor, men medfører kun en omfordeling af forbrugsmulighederne mellem husholdningerne. Ønsker man at bruge skattetrykket som et mål for, hvor stor en del af de samlede indkomster, som den offentlige sektor lægger beslag på til offentligt forbrug og opsparing, bør man derfor fratrække overførselsindkomsterne i tælleren.
De økonomiske vismænd anfører af disse årsager, at internationale sammenligninger af skattetryk skal tages med et stort forbehold, og at det er uheldigt, at man bruger det traditionelle skattetryk som standard i internationale sammenligninger, men mener samtidig, at det af praktiske grunde er svært at gøre noget andet.

## Udviklingen i Danmarks skattetryk
Skattetrykket i Danmark var 42,2 % i 2022. Siden sidst i 1980'erne har det danske skattetryk ligget på et relativt konstant niveau omkring 45 % af BNP. Konjunkturbevægelser, ændringer i skattesystemet og udsving i nogle af de meget ustabile skatteindtægter som pensionsafkastskatten og indtægterne fra beskatningen af Nordsøolien bevirker, at skattetrykket svinger lidt fra år til år. Det hidtil højeste danske skattetryk var i 2014, hvor det var på 49,8 %. Dette høje niveau skyldtes, at der i dette år fandt en omlægning af kapitalpensionsordningen sted, der medførte, at staten fik en stor ekstraordinær éngangs-indkomst herfra.

### Skattetrykket før 1971
Der findes ikke officielle tal for det danske skattetryk før 1971. Det skyldes, at der i forbindelse med en hovedrevision af Nationalregnskabet i september 2014 på flere måder blev ændret ved den officielle beregning af såvel, hvad der regnes med som skatter, som størrelsen af BNP. Indtil denne hovedrevision blev således kontingenter til A-kasse samt indbetalinger som efterlønsbidrag officielt medregnet i skatterne. Hovedrevisionens ændringer fik det officielt beregnede skattetryk til at falde med mellem 1 og 3 procentpoint i de fleste historiske år. Man kan derfor ikke direkte sammenligne skattetryksopgørelser, der er foretaget inden september 2014, med de nuværende tal.
Ældre opgørelser kan dog give et groft billede af den betydelige stigning, der skete i skattetrykket i efterkrigstiden fra 1950 frem til sidst i 1980'erne. Her voksede skattetrykket fra et niveau på 20-25 % (ifølge de gamle opgørelser) til omtrent det dobbelte som følge af velfærdsstatens opbygning:
| År   | Sats  |
| ---- | ----- |
| 1948 | 22,9% |
| 1965 | 29,9% |
| 1975 | 38,4% |
| 1985 | 46,1% |
| 1995 | 49,1% |
| 2000 | 49,5% |
| 2007 | 49,0% |

### Danmark i internationale sammenligninger
I internationale sammenligninger ligger de skandinaviske landes skattetryk normalt relativt højt. I 2022 havde Norge det næsthøjeste skattetryk blandt alle OECD-lande, kun overgået af Frankrig. Danmark lå på syvendepladsen og Sverige på ottendepladsen. Efter Frankrig og Norge, men før Danmark, var Østrig, Finland, Italien og Belgien.

## Alternative mål for skattetryk
Udover det traditionelle skattetryk offentliggør Danmarks Statistik tre andre skattetryksmål: Det korrigerede skattetryk, som anvender disponibelt BNI i stedet for BNP i nævneren for at korrigere for problem nr. 1 ovenfor; faktorskattetrykket, som anvender bruttofaktorindkomsten i nævneren for at korrigere for problem nr. 2 ovenfor; og det modificerede skattetryk, som beregner den disponible offentlige bruttoindkomst som andel af BNP, der tager højde for problem nr. 6. Faktorskattetrykket i Danmark er gennemgående ca. 7 % større end det traditionelle skattetryk. Det var således 48,5 % i 2022. Det modificerede skattetryk er omvendt ca. 15 % lavere end det traditionelle (27,9 % i 2022). Det korrigerede skattetryk er relativt tæt på det traditionelle; i en længere periode i 1980'erne og 1990'erne var det dog lidt større end det traditionelle, fordi Danmark havde betydelige rentebetalinger til udlandet som følge af udlandsgælden; siden 2011, hvor Danmark har oparbejdet en betydelig udlandsformue, og vores disponible bruttonationalindkomst derfor er større end BNP, har det modificerede skattetryk været lidt lavere end det traditionelle skattetryk. I 2022 var det modificerede skattetryk 41,3 %.

## Beskatningen af enkelte skattebaser
Skattetryk kan også mere specifikt beregnes til at måle beskatningen på enkelte dele af skattegrundlaget, f.eks. lønindkomst. Skatteministeriet offentliggør således regelmæssigt en international sammenligning af skattetrykket for arbejdsindkomst.